# Consolida flava
Consolida flava là một loài thực vật có hoa trong họ Mao lương. Loài này được (DC.) Schrödinger mô tả khoa học đầu tiên năm 1913.